# Parabeli járás

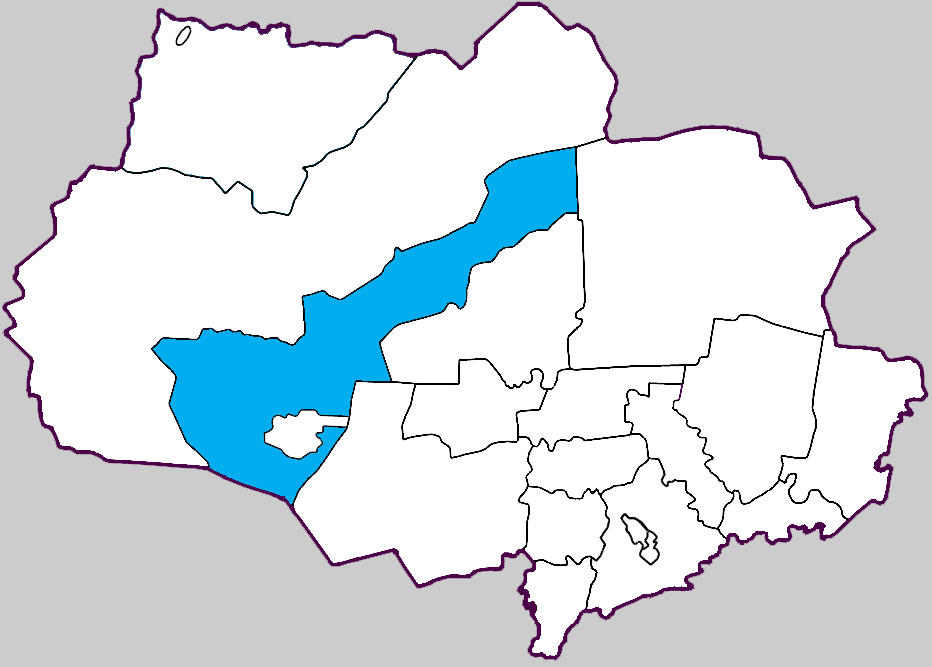
A Parabeli járás a Tomszki területen

A Parabeli járás (oroszul Парабельский район) Oroszország egyik járása a Tomszki területen. Székhelye Parabel.

## Népesség
- 1989-ben 16 033 lakosa volt.
- 2002-ben 13 533 lakosa volt.
- 2010-ben 12 595 lakosa volt, melyből 11 737 orosz (93,19%), 255 német (2%), 165 szölkup (1,3%), 116 ukrán, 44 csuvas, 41 tatár, 27 fehérorosz, 26 azeri, 20 ket stb.